# Frederikshavn Kirke
Frederikshavn Kirke er en kirke, beliggende i Frederikshavn by, indviet den 23. oktober 1892.
Kirken blev planlagt efter at Fladstrand Kirke fra 1686 kom til at være for lille og ligge for ucentralt til at tjene hele den voksende industri- og handelsby. Den blev anlagt på stedet for Citadellet Fladstrand, efter at denne blev overflødig efter den 2. Slesvigske Krig i 1864.

## Historie
Kirken er tegnet af arkitekt Vilhelm Ahlmann og opført i ren romansk stil, delvist med domkirken i Aachen som forbillede. Grundstenen blev lagt i 1890 af Christian IX

## Kirkebygningen
Kirken er en centralkirke, bygget over korsplan med et centralt spir, der har en højde på 56,5 meter. Ved det centrale spirs hjørner er der bygget fire små spir. Taget var oprindeligt af skifer, men er nu af kobber. Af materialer til bygningsværket er hovedsageligt anvendt Faksekalksten. Lyset falder blødt ind i rummet gennem vinduer som enten er af romansk udformning eller er cirkelrunde, og som alle har glasmosaikker.
Antallet af siddepladser i kirken, godt 1.100, er stort efter danske forhold, og er kun overgået af Grundtvigs Kirke i København.

## Inventar
Altertavlen er lavet af Michael Ancher. Den viser ’’Jesu møde med disciplene ved Tiberias-søen’’.
Døbefonten er udført af H.P. Pedersen-Dan. Den består af en knælende figur af et barn, der bærer dåbsfadet. Hele figuren er udhugget i ét stykke marmor.
Orgelet, der har 34 stemmer, blev bygget af Marcussen & Søn i 1974.
I kirkerummet hænger to nyere skibsmodeller, den ene ved navn Christian den IX udført af modelbygger og marinemaler Carl Damm og den andet et Mercandia RoRo-skib, skænket af skibsreder Per Henriksen.

## Galleri
- Tårn med Klokkespil
- Altar
- Altertavle i kirken af Michael Ancher
- Marcussen-Orgelet
- Døbefonten
- Prædikestolen
- Hovedrummet

## Eksterne kilder og henvisninger
- Wikimedia Commons har flere filer relateret til Frederikshavn Kirke
- Frederikshavn Kirke Arkiveret 19. september 2015 hos  Wayback Machine hos KortTilKirken.dk